# Lomaiviti-eilanden
De Lomaiviti-eilanden zijn een eilandengroep in Fiji. De groep bestaat uit zeven grote eilanden en een aantal kleine. De oppervlakte is 411 km² en er wonen 16.415 mensen (2007). De grootste plaats is Levuka met 1.232 inwoners (2005). Levuka was van 1871 tot 1877 de hoofdstad van Fiji.
De eilanden vormen de provincie Lomaiviti, een van de drie provincies in de divisie Eastern.